# Elizabeth Poole (Siedlerin)
Elizabeth Poole oder Pole (* 25. August 1588; † 21. Mai 1654) war eine englische Siedlerin, die die Stadt Taunton im heutigen US-Bundesstaat Massachusetts gründete. Sie ist die erste bekannte Gründerin einer Stadt in den Vereinigten Staaten.  